# Эрд (Венгрия)
Эрд (венг.  Érd, нем.  Hanselbeck, хорв. Andzabeg) — город в центральной части Венгрии, в медье Пешт. Входит в агломерацию Большого Будапешта. Население — 63 294 человека (на 1 января 2014 г.).

## География и транспорт
Город расположен в 20 километрах к юго-западу от центра Будапешта и в 5 километрах от юго-западных районов венгерской столицы. Эрд — большой железнодорожный и автомобильный узел, дороги ведут к Будапешту, на юго-запад, в сторону Секешфехервара и Балатона и на юг — в направлении Печа. Время в пути на поезде от Будапешта — 20 минут от вокзала Келенфёльд и 30 минут от вокзала Дели.

## История
Область населена с доисторических времён. Археологические раскопки доказали наличие поселения на месте Эрда по крайней мере 50 000-летней давности.
Впервые под именем Эрд город упомянут в документах в 1243 году. Название города имеет венгерскую этимологию, происходит либо от слова венг.  erdő  (лес), либо от венг.  ér (поток).
В период с 1543 по 1684 год Эрд принадлежал Османской империи. Турки выстроили здесь укреплённый замок и мечеть. В период турецкого владычества город носил имя Хамзабег.
В XVIII—XIX веках город быстро рос, оставаясь, однако, преимущественно центром сельскохозяйственного региона. Новые промышленные предприятия здесь появились лишь в 70-х годах XX века. В 90-е годы XX века Эрд стал самым быстрорастущим городом страны, из-за относительно благополучной экономической ситуации в городе, в то время, как многие венгерские регионы переживали тяжёлый кризис. Быстрый рост населения города продолжается и в наши дни.

## Достопримечательности
- Руины Эрдского замка.
- Приходская церковь Св. Михаила.
- Турецкий минарет XVII века.

## Население
| Год  | Численность | Численность |
| ---- | ----------- | ----------- |
| 2013 | 63 333      | [ 3 ]       |
| 2014 | 63 294      | [ 4 ]       |
| 2021 | 70 063      | [ 5 ]       |
| 2022 | 71 253      | [ 6 ]       |
| 2023 | 70 800      | [ 7 ]       |
| 2024 | 71 338      | [ 1 ]       |

## Города-побратимы
- Левице, Словакия
- Любачув, Польша
- Пойтон[вд], Великобритания
- Регин, Румыния
- Суботица, Сербия (8 июля 2010)[8]
- Чжучжоу, Китай